# Australbuschhuhn

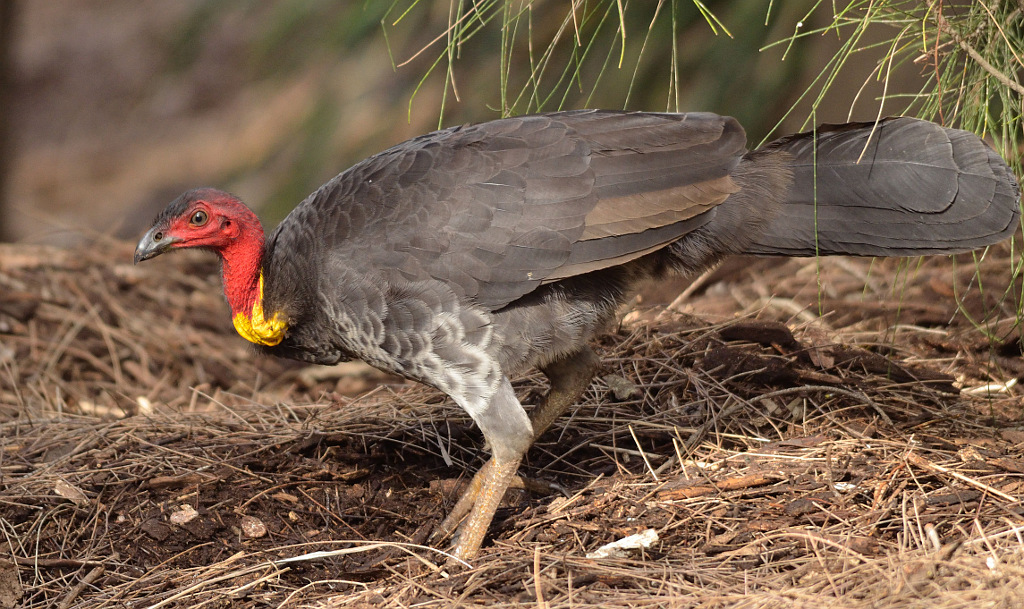
Australbuschhuhn auf einem Bruthügel

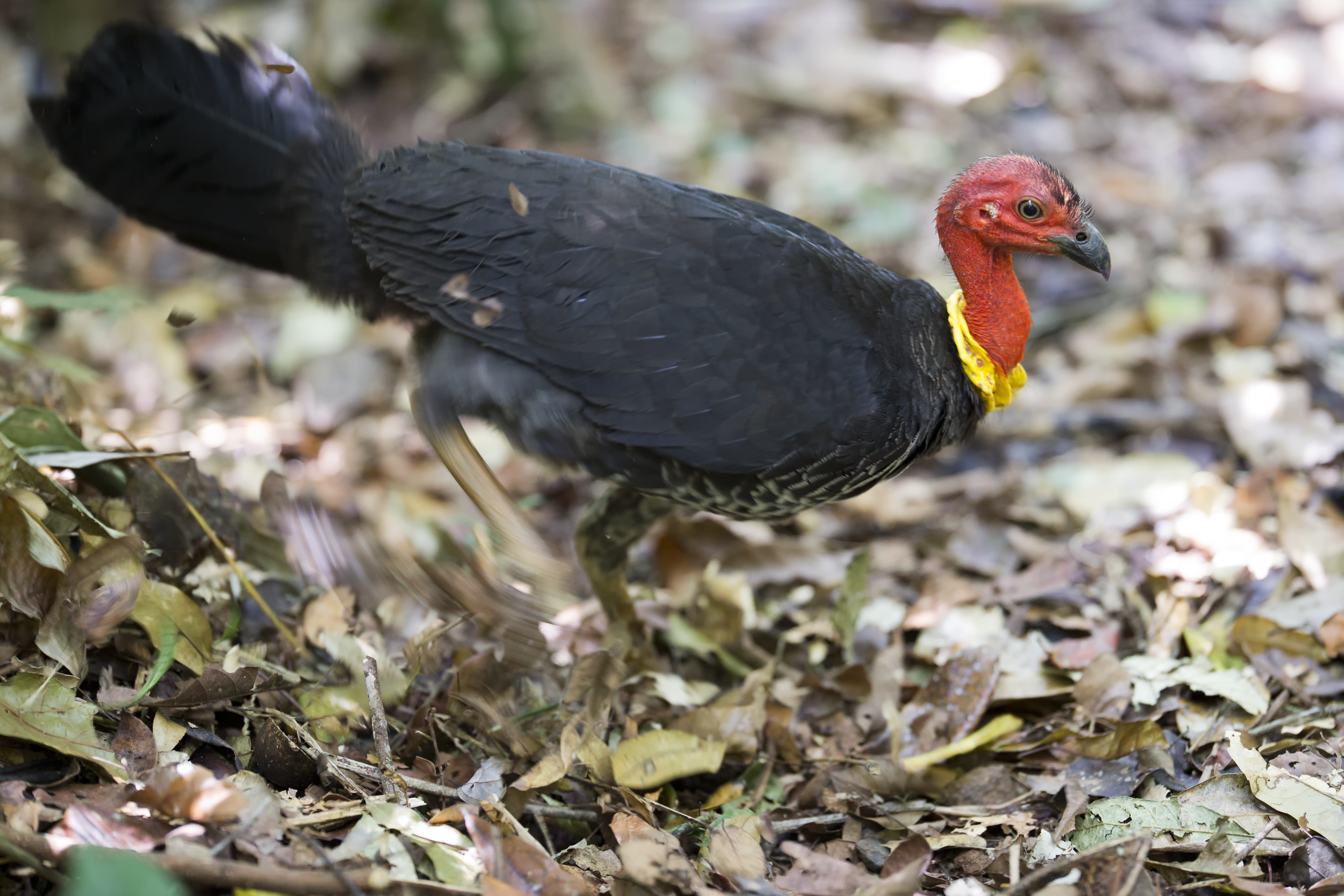
Australbuschhuhn beim Zusammenscharren des Bruthügels

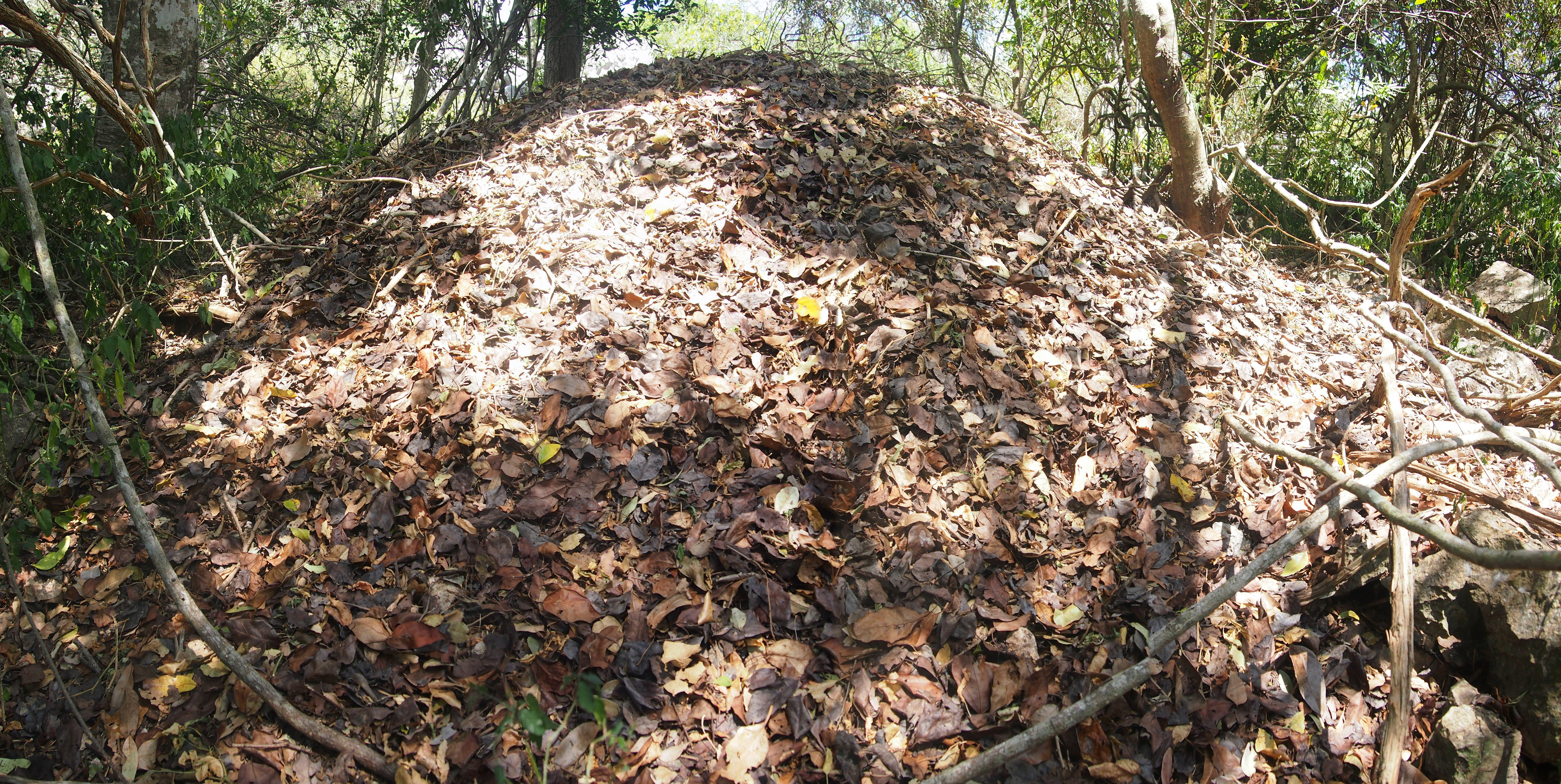
Bruthügel des Australbuschhuhns

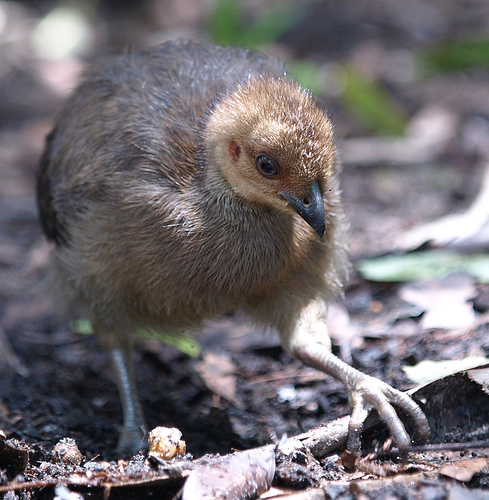
Küken eines Australbuschhuhns

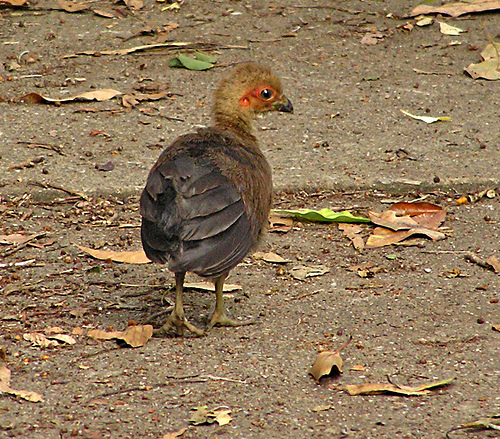
Australbuschhuhnküken

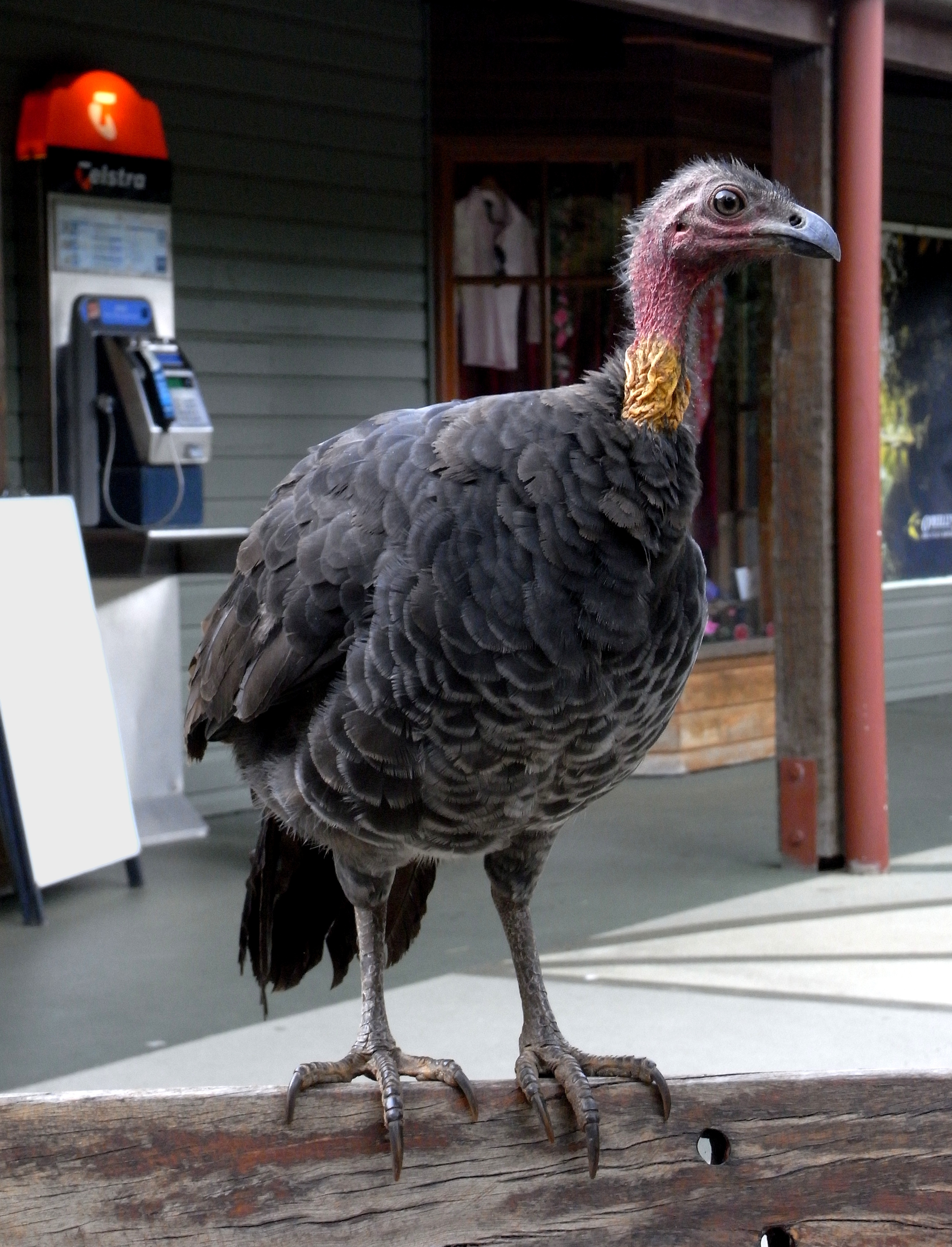
Australbuschhuhn auf einer Holzbank im Picknick-Bereich bei O'Reilly's, Lamington-Nationalpark, Queensland, Australien.

Das Australbuschhuhn (Alectura lathami), auch Buschhuhn oder Australisches Talegalla genannt, ist ein in Australien heimisches Großfußhuhn mit truthahnähnlichem Aussehen. Es ist der einzige Vertreter der Gattung Alectura.
Das Australbuschhuhn gehört zu den wenigen Hühnervögeln, die ihre Eier in großen Bruthügeln ausbrüten lassen. Die Hügel werden allein von den Männchen zusammengescharrt. Nach dem Schlupf der Küken betreiben die Elternvögel keine weitere Brutpflege mehr. Die Küken sind nach dem Schlupf auf sich allein gestellt und werden von den Elternvögel weder gefüttert noch geführt. 
Die Bestandssituation des Australbuschhuhns wurde 2016 in der Roten Liste gefährdeter Arten der IUCN als „Least Concern (LC)“ = „nicht gefährdet“ eingestuft.
Das Australbuschhuhn ist nicht zu verwechseln mit der Zuchtrasse Deutsches Buschhuhn.

## Merkmale
Das 60 bis 75 cm lange Australbuschhuhn hat eine Flügelspannweite von 85 cm und ist die größte Großfußhuhn-Art in Australien. Die Flügellänge beträgt 30 bis 33 Zentimeter, auf den Schwanz entfallen 25 bis 26 Zentimeter. Männchen wiegen zwischen 2000 und 2300 Gramm. Die Weibchen sind etwas leichter und haben ein Gewicht von 1600 bis 1900 Gramm.
Das Gefieder ist großteils schwarzbraun, die Unterseite ist braungrau. Federn der Bauchregion weisen hellere Federsäume auf, so dass eine Schuppung entsteht. Der rote Kopf und Hals sind mit Ausnahme einzelner schütterer Haarfederchen federlos. Weitere Kennzeichen sind die langen Beine und der seitlich abgeflachte Schwanz. Das Schwanzgefieder besteht aus 18 Federn, dessen fünftes Paar erheblich verändert ist als das mittlere.
Der gelbe oder blau-graue Kehlkopf schwillt beim Männchen während der Paarungszeit an. Dies ist der einzige auffallende Geschlechtsdimorphismus. Ansonsten sind Männchen und Weibchen gleich gefärbt.

## Vorkommen
Das Verbreitungsgebiet reicht von Queensland südlich bis nach Sydney. Das Buschhuhn lebt in Regenwäldern und im Busch, im Norden in größeren Höhen und im Süden auch in Tieflandgebieten.

## Verhalten
Der Flug des Australbuschhuhns ist schwerfällig. Die Nacht und die Zeit der Mittagshitze verbringt es in den Bäumen. Zur Nahrung zählen Wirbellose, aber auch Samen und Früchte. Ihre Nahrung finden sie, indem sie in der Laubschicht am Boden scharren. Sie baumen aber auch gelegentlich auf, um reife Früchte direkt am Baum zu fressen.
Das Australbuschhuhn ist ein geselliger Vogel und lebt in Gruppen, die typischerweise aus einem dominanten Männchen, mehreren jüngeren Männchen und verschiedenen Weibchen bestehen.

## Fortpflanzung
Das Männchen scharrt mit seinen Füßen Laub zu einem ca. einen Meter hohen Haufen mit etwa vier Metern Durchmesser zusammen. Dieser wird stets im tiefen Waldschatten errichtet. Während des Baus werden Laub und Erde vom Männchen immer wieder festgetrampelt. In diesen Haufen legt vom September bis März ein Weibchen 16–24 große weiße Eier, oder mehrere Weibchen legen bis zu 50 Eier hinein. Diese werden 60–80 cm tief im Abstand von 20–30 cm mit dem dicken Ende nach oben vergraben. Durch das Verrotten des Laubes wird Bebrütungswärme abgegeben. Das Männchen regelt die Bruttemperatur im Bereich von 33 bis 35 °C durch Hinzufügen oder Entfernen von Pflanzenmaterial.
Sofort nach dem Schlüpfen müssen die Küken sich durch den Haufen nach außen graben. Sie bedienen sich dabei bereits des arttypischen Scharrens, indem sie in das darüberliegende Kompostlaub greifen, es herabziehen und so langsam in dem Bruthügel nach oben gelangen. Küken benötigen etwa 24 bis 30 Stunden, bis sie sich durch die 60 bis 70 Zentimeter dicke Haufenschicht gewühlt haben. Die Küken verlassen sofort nach dem Durchbrechen der Hügeloberfläche den Bruthügel und suchen Schutz im nahen Gebüsch. Ihr Gewicht beträgt unmittelbar nach dem Schlupf 112 bis 122 Gramm. Sie bewegen sich in den ersten Stunden, nachdem sie sich aus dem Bruthügel befreit haben, noch unsicher und balancieren bei schneller Fortbewegung noch mit den Flügeln. Küken, die sich in kurzem zeitlichen Abstand aus dem Bruthügel gegraben haben, finden in der Regel zueinander und halten dann auch mit Kontaktlauten locker zueinander Kontakt.
Viele Jungvögel fallen Beutegreifern wie Eidechsen und Schlangen zum Opfer. Die Eier zählen zur Nahrung von Echsen, Schnecken, Dingos und Hunden. Oft zeigen Echsen am Schwanz Wunden, die Buschhühner bei der Verteidigung ihres Nests geschlagen haben.

## Australbuschhuhn und Mensch
Das Australbuschhuhn ist ein traditionelles Jagdwild der australischen Aborigines. Verzehrt werden auch die Eier dieser Art.

### Konflikte
Das Australbuschhuhn ist eines der wenigen Großfußhühner, das vom Kontakt mit dem Menschen seit Beginn des 20. Jahrhunderts profitiert hat. Das Australbuschhuhn kam in Australien ursprünglich in einem Streifen entlang der Küste von New South Wales bis in den Norden von Queensland vor. Die zunehmende Erschließung des australischen Buschlands als Agrarflächen führte dazu, dass das Buschhuhn sein Verbreitungsgebiet ausdehnte, weil es sich sehr schnell neue Lebensräume erschloss, die durch die Urbarmachung neue Nahrungspflanzen boten. Es profitierte insbesondere von der invasiven Ausbreitung der eingeführten Opuntia stricta in Queensland und New South Wales in den ersten Jahrzehnten des 20. Jahrhunderts. In diesen beiden australischen Bundesstaaten waren mehr als 25 Millionen Acre so stark mit dieser Opuntienart bewachsen, dass sie nicht mehr landwirtschaftlich bestellt werden konnten. Das  Australbuschhuhn profitierte nicht nur von diesem überreichlichen Nahrungsangebot, sondern kam auch in den Ruf, zur Verbreitung dieser in Australien problematischen Pflanzenart beizutragen. Dies führte zu einer intensiven Bejagung, die die Art in großen Teilen seines Verbreitungsgebietes stark zurückgehen ließ. Die übermäßige Ausbreitung von Opuntia stricta wurde schließlich ab 1925 durch die Einführung der Kaktusmotte in Australien erfolgreich bekämpft.
Konflikte mit Landwirten gibt es nach wie vor. Australbuschhühner sind berüchtigt dafür, dass sie in Plantagen mit Bananen, Lychees und ähnlichen Früchten erheblichen Schaden anrichten können. Australische Landwirte fordern deshalb immer wieder, dass die australische Regierung Programme einstelle, die auf eine systematische Vergiftung der Dingos abzielen. Der Dingo ist einer der wesentlichen Prädatoren, die eine weitere Zunahme des Australbuschhuhnbestands verhindern können und damit die Probleme, die Landwirten durch Australbuschhühner entstehen, einschränken könnten.
Australbuschhühner zeigen außerdem eine zunehmend geringere Scheu vor dem Menschen. In einigen Vorstädten des heutigen Verbreitungsgebietes hat sich das Australbuschhuhn sehr gut an die Lebensbedingungen angepasst, die solche Vorstädte bieten. Sie gehören in einigen Städten wie beispielsweise in Noosa im Süden von Queensland zum Straßenbild, weil sie regelmäßig Abfalleimer nach Verwertbaren absuchen.  In Brisbane hat sich die Zahl der im Stadtgebiet lebenden Australbuschhühner innerhalb von 20 Jahren versiebenfacht und zunehmend sind sie auch in Sydney anzutreffen. Gartenbesitzer sind nicht nur damit konfrontiert, dass Buschhühner Gärten durchwühlen, weil sie nach Fressbarem suchen, sondern auch damit, dass Hähne beginnen, in ihren Gärten Bruthügel anzulegen. Australische Regierungsbehörden veröffentlichen bereits Ratschläge für Gartenbesitzer, wie sie mit den Vögeln in ihren Gärten umgehen sollten.
Australbuschhühner gewöhnen sich schnell an die Nähe von Menschen und suchen auch in der unmittelbaren Hausnähe nach Nahrung. Dabei zeigen sie gelegentlich ein aggressives Verhalten gegenüber Personen und Haustieren, die sie als Bedrohung wahrnehmen. Zu ihrem Abwehrverhalten gehört es unter anderem, zielsicher Laub und Erde in Richtung des vermeintlichen Angreifers zu scharren.

### Haltung in Europa
Der erste europäische Halter von australischen Australbuschhühnern war der Zoologische Garten in London. Er erhielt 1848 die ersten Exemplare dieser Art. Edward Smith-Stanley, 13. Earl of Derby hielt ab 1851 mehrere Exemplare in seiner Menagerie auf Knowsley Hall.
Die Erstzucht gelang 1854 im Londoner Zoo, der auch in den Jahren 1860, 1866, 1867 und 1869 erfolgreich nachzüchten konnte. 1870 erwarb der Berliner Zoo als erster Zoo Deutschlands Australbuschhühner, und bereits 1871 gelang mit diesem in London nachgezogenen Paar die deutsche Erstzucht. Weitere Nachzuchten in diesem Zoo gelangen 1876, 1878 und 1881.

## Trivia
Das Artepitheton lathami ehrt den britischen Arzt und Naturwissenschaftler John Latham, der auch erstmals die Gattung beschrieb.

## Einzelbelege
1. 1 2 3 4 5  Raethel: Hühnervögel der Welt. S. 780.
2. ↑  
Alectura lathami in der Roten Liste gefährdeter Arten der IUCN 2016. Eingestellt von: BirdLife International, 2016. Abgerufen am 3. Oktober 2017.
3. ↑  Die Zuchtrasse „Deutsches Buschhuhn“ wurde aus deutschen Landzwerghühnern, Bankiva- und Sonnerathühnern gezüchtete.
4. ↑  Raethel: Hühnervögel der Welt. S. 781.
5. 1 2 3  Raethel: Hühnervögel der Welt. S. 783.
6. ↑  Tim Low: Feral Future. The untold story of Australia’s exotic invaders. Penguin Books Australia, Ringwood 2001, ISBN 0-14-029825-8. S. 269.
7. 1 2  Mark Cocker, David Tipling: Birds and People. S. 33.
8. ↑  Tim Low: Feral Future. The untold story of Australia’s exotic invaders. Penguin Books Australia, Ringwood 2001, ISBN 0-14-029825-8. S. 270.
9. ↑  The Courier Mail: Stuff the turkeys, Dingoes need a break. 5. April 2013, aufgerufen am 28. August 2016
10. ↑  Mark Cocker, David Tipling: Birds and People. S. 34.
11. ↑  ABC News: Brisbane's bush turkey Explosion heads south, aufgerufen am 28. August 2016.
12. ↑  National Parks and Wildlife Service (Australien); Living with Brush Turkey (Memento vom 8. April 2013 im Internet Archive), aufgerufen am 29. August 2016
13. ↑  Bo Beolens, Michael Watkins: Whose Bird? Men and Women Commemorated in the Common Names of Birds. Christopher Helm, London 2003, S. 205 (englisch).